# Garázskijárat
Garázskijárat (węg. Wyjście z garażu) – czwarty album studyjny węgierskiej grupy rockowej V’Moto-Rock, wydany przez Hungaroton-Favorit w 1984 roku na LP i MC. W 1996 roku nastąpiło wydanie płyty na CD. Płytę promował singel 1001. éjszaka, wydany w 1982 roku.

## Lista utworów
1. „Garázskijárat” – 3:53
2. „Ébresztő” – 3:05
3. „Te vagy a No.1.” – 3:12
4. „Kínai lány” – 4:12
5. „1001. éjszaka” – 4:58
6. „Szerelem napja” – 3:58
7. „Nem vagy túl távol” – 4:10
8. „Tépjél szét” – 3:11
9. „Álmodj még egyszer” – 3:13
10. „Rázd meg baby!” – 4:07

## Twórcy
- Ferenc Demjén – gitara basowa, wokal
- János Menyhárt – gitara elektryczna, gitara akustyczna
- Sándor Herpai – instrumenty perkusyjne
- István Lerch – instrumenty klawiszowe